# Det Europæiske Råd
 Ikke at forveksle med Rådet for Den Europæiske Union og Europarådet.
Det Europæiske Råd er et råd tilknyttet den Europæiske Union bestående af regeringscheferne samt formanden for EU-Kommissionen. Der afholdes møder i rådet cirka 4 gange om året, hvor EU's overordnede retningslinjer fastlægges. Dets nuværende formand er António Costa.
Det Europæiske Råd mødes ved såkaldte "topmøder" mindst to gange om året, som regel fire gange årligt. Ved møderne bistås landenes ledere som regel af deres udenrigsministre.
Formålet med Det Europæiske Råd er fastlæggelse af EU's overordnede politiske retningslinjer, centrale beslutninger om medlemslandenes fælles fremtid og gennemførelse af eventuelle traktatændringer. Med udgangspunkt i den overordnede dagsorden danner Det Europæiske Råds beslutninger næsten altid grundlag for de andre EU-institutioners arbejde (såsom Kommissionen, Parlamentet osv.).

## Historie
De første råd blev afholdt i februar og juli 1961 i henholdsvis Paris og Bonn. De var uformelle topmøder mellem lederne af Det Europæiske Fællesskab og blev indledt på grund af den daværende franske præsident Charles de Gaulles vrede over de overnationale institutioners (fx Europa-Kommissionens) dominans i løbet af integrationsprocessen. Det første indflydelsesrige topmøde blev afholdt i 1969 efter en række af uregelmæssige topmøder. Topmødet i Den Haag i 1969 nåede til enighed om at lade Det Forenede Kongerige ind i Fællesskabet og indledte det udenrigspolitiske samarbejde (Det Europæiske Politiske Samarbejde) for at integrationsprojektet videre fra det tidligere begrænsede økonomiske projekt.
Det Europæiske Råd blev oprettet formelt i 1974 med det formål at skabe et forum for drøftelser mellem stats- og regeringscheferne. Det udviklede sig hurtigt til det organ, der fastsætter EU's mål og lægger kursen for, hvordan de skal nås, på alle områder af Unionens virksomhed. Det fik formel status i Maastrichttraktaten fra 1992, hvor det hedder, at det tilfører Unionen den fremdrift, der er nødvendig for dens udvikling, og fastlægger de overordnede politiske retningslinjer herfor. Fra den 1. december 2009 blev det i henhold til Lissabontraktaten en af Unionens syv institutioner.
Lissabontraktaten adskilte Det Europæiske Råd fra EU-Rådet (Ministerrådet) og skabte det nuværende permanente formandskab. De to råd er nu helt forskellige institutioner. Tidligere, som en udvækst af EU-Rådet, fulgte Det Europæiske Råd det samme roterende formandskab. Mens EU-Rådet bevarer denne ordning, ledes Det Europæiske Råd nu af en person, der vælges for to et halvt år ad gangen. Efter ratificeringen af traktaten i december 2009 valgte Det Europæiske Råd den daværende premierminister i Belgien Herman Van Rompuy som sin første permanente formand.

## Formanden
Formanden vælges af Det Europæiske Råd med kvalificeret flertal for en periode på to et halvt år. Der er mulighed for genvalg en gang. Det Europæiske Råd kan efter samme procedure bringe formandens mandat til ophør, hvis han får alvorligt forfald eller har begået en alvorlig forseelse. Den nuværende formand siden 1. december 2019 er Charles Michel.
Formanden leder Det Europæiske Råds arbejde og giver impulser hertil samt sikrer dets forberedelse og kontinuitet i samarbejde med formanden for Kommissionen og på grundlag af arbejdet i Det Generelle Råd. Desuden bestræber han sig på at fremme sammenhold og konsensus i Det Europæiske Råd. Han forelægger Europa-Parlamentet en rapport efter hvert møde i Det Europæiske Råd.
Formanden varetager på sit niveau Unionens repræsentation udadtil på de områder, der hører under den fælles udenrigs- og sikkerhedspolitik, uden at dette berører udenrigsrepræsentantens kompetencer.